# Syntaxfel

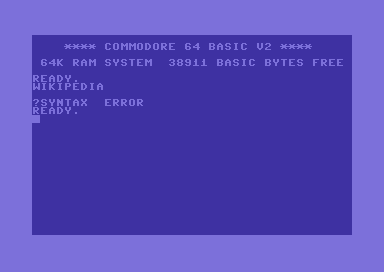
Felmeddelandet ”syntax error” på en Commodore 64.

Syntaxfel (engelska: Syntax error) är inom datavetenskap ett felmeddelande som uppstår när ett program inte är skrivet enligt syntaxreglerna för programspråket i fråga. Dessa fel beror ofta på stav- eller skrivfel och är sällan resultatet av ett logiskt tankefel. Om ett syntax error-meddelande uppkommer under kompileringen av programmet, behöver källkoden rättas innan kompileringen kan slutföras korrekt.

## Populärkulturella referenser till Syntax error
Uttrycket användes som felmeddelande i programmeringsspråket BASIC. Eftersom BASIC var det inkluderade högnivåspråket hos Commodore 64 fick miljontals icke-programmerare bekanta sig med frasen under 1980-talet. På detta sätt kom det att bli ett ironiskt slanguttryck för "felkoppling i hjärnan". Det senare spritt av komikergruppen Killinggänget.